# Palachia turneri
Palachia turneri är en stekelart som beskrevs av Boucek 1978. Palachia turneri ingår i släktet Palachia och familjen gallglanssteklar.
Artens utbredningsområde är:
- Botswana.
- Zimbabwe.

Inga underarter finns listade i Catalogue of Life.